# SSRN
SSRN (Social Science Research Network) — хранилище препринтов по социальным и гуманитарным наукам.

## История
SSRN была основана в 1994 году Майклом Дженсеном и Уэйном Марром, оба экономисты-финансисты.
В январе 2013 года SSRN был признан крупнейшим в мире хранилищем с открытым доступом по рейтинговым сетям репозиториев (инициатива исследовательской группы Cybermetrics Lab, входящей в Испанский национальный исследовательский совет), измеренной по количеству файлов PDF, обратных ссылок и результаты Google Scholar.
В мае 2016 года SSRN была куплена Elsevier у Social Science Electronic Publishing Inc.
В июле 2016 года были сообщения о том, что документы были удалены из SSRN без предварительного уведомления; в комментариях к редакции из SSRN указано, что это связано с проблемами авторского права. Генеральный директор SSRN Грегг Гордон назвал проблему ошибкой, затрагивающей около 20 статей.
Начиная с 2017 года, SSRN добавляет новые дисциплины в таких областях, как биология, химия, инженерия, медицина, информатика и многое другое.
В 2020 году Фонд Коулз прекратил свои финансовые отношения с SSRN, заявив, что обслуживание ухудшилось, и RePEc стал лучшей альтернативой для размещения рабочих документов.